# Provincia di Huanta
La provincia di Huanta è una delle 11 province della regione di Ayacucho nel Perù.

## Capoluogo e Data di fondazione
La capitale è Huanta, fondata il 21 giugno del 1825.
- Sindaco (Alcalde)
  - 2019-2022: Renol Silbio Pichardo Ramos.
  - 2015-2018: Percy Valladares
  - 2007-2010: Edwin Bustíos

## Superficie e popolazione
- 3878,91 km²
- 64 084 abitanti (inei2005)

## Provincia confinanti
Confina a est con la provincia di La Convención (regione di Cusco) e con la provincia di La Mar; a sud con la provincia di Huamanga; a nord con la regione di Junín  e a ovest con la provincia di Tayacaja e con la provincia di Angaraes nella regione di Huancavelica.

## Geografia antropica

### Suddivisioni amministrative
È divisa in dodici distretti:
1. Huanta
2. Ayahuanco
3. Huamanguilla
4. Iguain
5. LLochegua
6. Luricocha
7. Santillana
8. Sivia
9. Canayre
10. Uchuraccay
11. Pucacolpa
12. Chaca

## Festività
- Settimana Santa
- 16 luglio: Madonna del Carmelo
- Madonna del Rosario
- Signore dei Miracoli